# پیاترا اول
شهر پیاترا اول (به رومانیایی: Piatra Olt) در شهرستان اول در کشور رومانی واقع شده‌است. جمعیت این شهر ۶٬۵۸۳ نفر است.